# Philippe Boulanger
Pour les articles homonymes, voir Philippe Boulanger (homonymie) et Boulanger (homonymie).
Philippe Boulanger, né le 18 octobre 1940 à Paris, est un physicien français.

## Biographie
Ingénieur de l'ESPCI Paris (79e promotion, diplômé en 1964), docteur en physique de l'Université du Colorado à Boulder, Philippe Boulanger a été rédacteur en chef puis directeur de la rédaction de 1977 à 2005 de la revue mensuelle Pour la Science, édition française de la revue de vulgarisation scientifique américaine Scientific American, dont il est conseiller scientifique depuis 2006. 
Il est le créateur et rédacteur en chef de l'émission de télévision Archimède diffusée sur Arte de 1996 à 2003. 
Il est membre de la Commission d'enrichissement de la langue française.

## Distinctions
- 2010 : Prix Paul Doistau-Émile Blutet de l'information scientifique décerné par l'Académie des sciences
- 2002 : prix Jean-Perrin décerné par la Société française de physique
- 2006 : prix d'Alembert pour la vulgarisation des mathématiques, décerné par la Société mathématique de France
- 1996 : Médaille Auguste Pictet pour l’histoire des sciences

## Ouvrages
- Philippe Boulanger, La fête des petits matheux, Paris, Éditions Belin, mai 1984 (ISBN 978-2-7011-0486-7)
- Philippe Boulanger, Isabelle Marmande, Raphaël Szajnfeld & Hervé This, Math 6, Paris, Éditions Belin, janvier 1986 (ISBN 2-7011-1055-6)
- Philippe Boulanger, Les mille et une nuits de la science, Paris, Éditions Belin, juin 1998, 240 p. (ISBN 978-2-7011-2445-2)
- Philippe Boulanger & Alain Cohen, Trésor des paradoxes, Paris, Éditions Belin, octobre 2007, 541 p. (ISBN 978-2-7011-4675-1 et 2-7011-4675-5)Un ouvrage consacré aux multiples avatars des paradoxes (chez l'homme, dans la société, les sciences, la communication).